# Diner
En diner er en type restaurant, der er udbredt i Nordamerika; hovedsagelig i Midtvesten, i New York City, Pennsylvania, New Jersey, og i andre dele af det nordøstlige USA. Dinere findes dog over hele USA, Canada og flere steder i Vesteuropa. Dinere var oprindeligt kendetegnet ved at være indrettet i præfabrikerede bygninger, og i Nordamerika opfattes det forsat som definitionen på en Diner. Begrebet har i dag en noget bredere betydning, idet det henviser til restauranter, der serverer mad, som den der serveres i de oprindelige dinere i præfabrikerede bygninger.
Dinere sælger et bredt sortiment af amerikanske retter i en uformel atmosfære, lige som en diner har en disk og sene åbningstider. "Classic American Diners" har ofte en facade af rustfrit stål – noget, der er unikt for diner-arkitekturen.

## Historie
Den første diner blev etableret i 1872 af Walter Scott i Providence, Rhode Island. Han arbejdede ved en trykpresse på avisen Providence Journal og besluttede sig for at sælge mad fra en hestetrukken kærre. Han solgte til arbejderne på avisens trykkeri og til medlemmer af mandeklubber. Scott fik en succesfuld forretning og sagde sit job for at sælge mad på fuld tid.  Scotts diner anses som den første diner med “salgsvinduer” på begge sider af vognen.
Kort efter begyndte Thomas Buckley Worcester i Massachusetts i 1887 at producere “frokost-vogne” til salg af mad til stående gæster. Buckley fik stor succes og blev kendt for sine "White House Cafe" -vogne. Charles Palmer fik i 1891 patent på en præfabrikeret diner. Palmer byggede indtil 1901 "fancy night cafes" og "night lunch wagons" omkring Worcester.
De første masseproducerede dinere med siddepladser opstod i det nordøstlige USA i slutningen af 1800-tallet, hvor de blev opstillet i bykernerne, så det var ikke nødvendigt at købe eller leje sig ind for at åbne et spisested.
Det oprindelige klientel på dinerne var arbejdere. Det var med til at give dinere et noget ”barskt” ry. Fra omkring 1920, da kvinder fik stemmeret i USA, begyndte dinerne imidlertid at få et mere ”blødt” udtryk for at tiltrække et kvindeligt publikum. Mange dinere blev malet i indbydende farver, fik blomster og toiletfaciliteter.
Den oprindelige betegnelse for de præfabrikerede spisesteder var ”lunch wagon”. Først fra omkring 1925 blev betegnelsen “diner" benyttet.

### Worcester Lunch Car Company
Charles Palmers succes i Worcester fik i 1906 Philip Duprey og Irving Stoddard til at grundlægge Worcester Lunch Car Company, der solgte 'dinere' til den amerikanske østkyst. Selskabet producerede til 1957 mere end 600 dinere, de fleste dog i området omkring Worcester, hvor der er adskillige af de oprindelige dinere. Flere fra Worcester Lunch Car Company er i dag optaget i National Register of Historic Places.

### Jerry O'Mahony Diner Company
Jerry O'Mahony fra Bayonne i New Jersey producerede vist den første "rigtige diner". O’Mahony etablerede The Jerry O'Mahony Diner Company i Elizabeth, New Jersey og producerede 2,000 dinere fra 1917 til 1952. Der er kun ca. 20 af dem tilbage spredt over USA og andre lande. I det mest nordlige af USA finds ‘Martha's Diner’ i Coventry, Vermont, og den ældste sydstats-diner (bygget uden facade med rustfrit stål) anses at være ’Hillsville Diner’ i Carroll County,, Virginia. ’The Triangle Diner’, fra 1948 er restaureret til oprindelig stand i rustfrit stål og er placeret i den gamle bydel i Winchester, Virginia. The Triangle Diner er den ældste diner i Virginia i rustfrit stål.
En oprindelig diner fra Paramount Diners og udstillet på Verdensudstillingen i New York i 1939 benyttes stadig som ’White Mama’ i Jersey City. I Jersey City findes også 'Miss America', en klassisk diner fra 1942 med façade af rustfrit stål.

### Præfabrikerede dinere
I takt med at antallet af sæder blev forøget, skete der et skift fra egentlige vogne til præfabrikerede bygninger, der ofte blev produceret af dem, der tidligere havde produceret vognene. Lige som med spisevognene gav en stationær diner mulighed for hurtigt at etablere en restaurant/cafeteria ved hjælp af udstyr, der hurtigt kunne slås op.
Inden Depressionen var de fleste producenter og deres kunder i det nordøstlige USA. Som alle andre industrier led også diner-producenterne under Depressionen, men ikke så meget som mange andre, da folk stadig skulle have noget at spise – og gerne til en billig penge – og fordi diner-konceptet gav små erhvervsdrivende mulighed for at komme ind i restaurationsbranchen med en beskeden investering. Efter 2. Verdenskrig, hvor økonomien vendte tilbage til civil produktion, og hvor forstæderne voksede kraftigt, var dinere en attraktiv mulighed for mange selvstændige. Oprindeligt havde dinerne stået i bykernerne, men nu spredte de sig til motorvejene ude i forstæderne og nåede helt til Midtvesten.
Omkring New York City etablerede græske immigranter mere end 600 dinere fra 1950 og gennem 1970'erne.
Mange steder blev dinerne i 1970'erne udkonkurreret af fast food-restauranter, men i dele af New Jersey, New York, New England, Delaware og Pennsylvania er den privatejede diner stadig forholdsvis almindelig. I 1970'erne blev den oprindelige diner med sin smalle, strømlinede form med rustfrit stål erstattet af større bygninger, men interiøret var fortsat ofte præfabrikerede moduler, der blev samlet på stedet. Der blev i denne periode benyttet flere forskellige arkitektoniske stilarter (herunder ‘Cape Cod’ og ’kolonistil’. Den oprindelige stramme og helt enkle stil med et enkelt modul med en lang disk og et par spisebåse voksede efterhånden, og blev til større konstruktioner med flere spisesale, stærkt ornamenteret tapet, fontæner, krystallysekroner og til tider også græske statuer. Definitionen på en ”diner” blev herefter mere tvetydig i takt med at ældre etablerede dinere også fik tilbygninger og udsmykning, hvorved det oprindelige udtryk næsten forsvandt. Restauranter, der kaldte sig dinere, selv om de var bygget på stedet og ikke af præfabrikerede materialer, begyndte at dukke op.

## Arkitektur
Ligesom et mobile home var den originale type diner smal og aflang, hvilket muliggjorde transport af dineren ad landevejen. Nogle oprindelige dinere blev indrettet i jernbanevognenes spisevogne, og i udrangerede togvogne, der blev indrettet som spisested.
Det oprindelige design blev bibeholdt også på et tidspunkt, hvor dinerne ikke længere var mobile. I den oprindelige udformning er der i dineren en kundedisk, der er et fremtrædende element i indretningen. Et område til tilberedning af maden findes ved bagvæggen og der er fastmonterede stole til kunderne ved kundedisken. Større dinere kan have en eller flere rækker med siddebåse.
Indretningen har varieret gennem tiderne. Dinere i 1920s–1940'erne har ofte elementer af Art Deco eller strømlinjeformer, eller kopierer togenes spisevogne. De havde facader af porcelæn eller emalje med navnet på. Mange havde et rundet loft inspireret af togvognene og klinker på gulvet. Dinere fra 1950’erne havde ofte rustfri stålpaneler, porcelænsemalje, glasblokke, terrazzogulve, og belysning med neonrør.
Dinere bygget senere har ofte en anden arkitektur; moderne dinere ligner ofte “almindelige” restauranter, men har bibeholdt et eller flere dele af den traditionelle diner-arkitektur (oftest rustfrit stål og Art Deco elementer), hvorimod andre elementer udelades (den beskedne størrelse og diskens betydning).

## Kulturel betydning
Dinere tiltrækker et bredt spektrum af lokalbefolkningen og drives ofte af mindre lokale virksomheder. Fra midten af det 20. århundrede er dinere blevet betragtet som essensen af Amerika; på en gang reflekterende en stor diversitet blandt kunderne og samtidig udstrålende et grundlæggende lighedsideal med sin enkle indretning og køkken og med beskedne priser.
Dengang dinere var Amerikas mest udbredte døgnåbne etablissementer, blev de i kunst og kultur ofte set som symboler på ensomhed og isolation. Edward Hoppers ikoniske maleri fra 1942 Nighthawks viser en diner og dens kunder sent på natten. Dineren på billedet er placeret i Greenwich Village, men blev valgt som motiv bl.a. fordi dinere var et anonymt stykke americana, hvorfor scenen kunne være taget fra en hvilken som helst by USA, og fordi dineren var et sted, hvor isolerede individer, der var vågne efter midnat kunne søge hen. Udbredelsen af dinere i USA i 1942 betød, at Hopper på det tidspunkt kunne bruge dineren til det, som han 15 år tidligere i 1927 havde illustreret gennem sit billede Automat, der forestillede et døgnåben cafeteria ”betjent” alene med automater.
Men bortset herfra blev dinere generelt anset som et symbol på amerikansk optimisme. Norman Rockwells maleri fra 1958, The Runaway, placerede maleriets figurer, en ung dreng og en beskyttende motorcykelbetjent, ved disken på en anonym amerikansk diner. Det dyreste maleri malet af en amerikansk kunstner, Rockwells Saying Grace, har motiv fra en diner. I tv og i film (f.eks. Happy Days, og Diner) kom dinere, sodavandsmaskiner og milkshakes til at symbolisere fremgang og optimisme i det hvide Amerika i 1950'erne. Dinerne fremstår i disse fremstillinger som et sted, hvor teenagere kunne mødes efter skole og være sammen. Tv-serien Alice brugte en diner som omdrejningspunkt for programmet.
Også inden for musikken har dinere været inspirationskilder. Tom Waits udgav albummet Nighthawks at the Diner med referencer til Hoppers maleri Nighthawks, og duoen Hall & Oates udgav i 1973 albummet Abandoned Luncheonette med en forladt diner som cover. Mange andre musikere har brugt dineren som musikalsk ramme eller som afsæt for et cover, herunder den britiske gruppe Supertramp på albummet Breakfast in America, der på coveret havde et Manhattan omdannet til en diner. Albummet gik nr. 1 på den amerikanske Billboard 200.
Dinerens kulturelle indflydelse fortsætter stadig den dag i dag. Mange restauranter (som f.eks. den amerikanske franchise-kæde 'Denny's') har taget 50'er stilen op.
På samme måde som fast food-kæderne tilbyder dinere et uprætentiøst, let genkendeligt og forholdsvis ensartet sted at mødes og spise et måltid mad. De forskellige retter på kortet kendes af de fleste og går ofte igen, særlig inden for samme region, ligesom priserne ofte er beskedne. Dinerne har ofte i indretning, menu, ejere og personale et langt mere individuelt præg end de store fast food-kæder, der i deres franchise-koncept bygger på en høj grad af standardisering af de mindste detaljer.
I USA har dinere ofte døgnåbent, hvilket gør dem til en essentiel del af bykulturen på linje med barer og natklubber. Mange dinere var placeret nær fabrikker med treholdskift, hvor natholdet ofte udgjorde en vigtig del af kundegrundlaget.

### American Diners Association
American Diners Association blev grundlagt i 1943 og leverer anmeldelser af dinere over hele verden. De rejser fra diner til diner ofte i grupper mellem 35-40 for at anmelde forskellige dinere og deres menuer.

## Menukort
Dinere serverer næsten undtagelsesfrit amerikansk mad som hamburgers, pommes frites, club sandwiches og andre enkle retter. En stor del af menuen steges, da mange dinere var centreret om en stegeplade. Der er ofte lagt vægt på servering af (tungere) amerikanske morgenmadsretter som æg (herunder omeletter), bacon, vafler, pandekager og ristet brød. Mange dinere sælger disse morgenmadsretter hele dagen. Der serveres ofte også hot dogs, hash browns, grillkylling, patty melts og diverse pølser. De serveres ofte med baked beans, french fries, cole slaw eller toast. Mange dinere har en gennemsigtig disk, hvor deserter er udstillet.
Menukortet varierer inden for USA. I visse dele af USA serveres retter med skaldyr (typisk den nordøstlige del), svinekødskotteleter (Indiana), hot dogs (Michigan og Ohio Valley) med variationer.
Kaffe serveres på alle dinere. Mange dinere serverer ikke alkohol, men det er ikke unormalt at der serveres øl eller enkle vine. Der er dog også dinere — særlig i New Jersey og på Long Island — der har et omfattende drinkskort.
Typiske desserter er forskellige pies, der udstilles i en montre eller bag disken. De fleste dinere i New York serverer cheesecake.
Maden er billig: et måltid (sandwich, tilbehør, drink) koster ca. 1½ gang minimumtimelønnen.

## Eksterne links
- Wikimedia Commons har flere filer relateret til Diner
- AmericanDinerMuseum Arkiveret 11. december 2010 hos  Wayback Machine
- Association of American Diners Arkiveret 14. marts 2012 hos  Wayback Machine
- Diner Capital: New Jersey's Diner Guidebook Arkiveret 20. februar 2012 hos  Wayback Machine
- Ohio Diners Arkiveret 26. april 2012 hos  Wayback Machine
- RoadsideOnline's Diner Finder Arkiveret 29. november 2010 hos  Wayback Machine